# Bohumil Koiš
Bohumil Koiš (* 16. prosince 1946) je bývalý slovenský fotbalista, záložník. Bydlí v Beluši (okres Púchov).

## Fotbalová kariéra
V československé lize hrál za Jednotu Trenčín. Dal 1 ligový gól. Do Trenčína přestoupil z Púchova

## Ligová bilance
| Ročník                                   | Zápasy | Góly | Minuty | Klub            |
| ---------------------------------------- | ------ | ---- | ------ | --------------- |
| 1. československá fotbalová liga 1976/77 | 9      | 0    | 487    | Jednota Trenčín |
| 1. československá fotbalová liga 1977/78 | 9      | 1    | 364    | Jednota Trenčín |
| CELKEM 1. liga                           | 18     | 1    | 851    |                 |